# 토마스 투헬
토마스 투헬(독일어: Thomas Tuchel, 독일어 발음: [ˈtoːmas ˈtʊxl̩], 1973년 8월 29일~)은 독일의 축구 선수 출신 축구 감독이다. 선수 시절 수비수로 활동했으며 현재 잉글랜드 축구 국가대표팀 감독을 맡고 있다.
바이에른주 크룸바흐에서 태어난 투헬은 무릎 연골 부상으로 인해 25세에 선수 경력을 마감했고 2000년 VfB 슈투트가르트 유소년팀의 코치로 채용되며 축구 지도자 경력을 시작했다. 2007년 아우크스부르크 II의 감독으로 선임되며 축구 감독 경력을 시작했고 2009년 마인츠 05의 감독으로 임명되었다. 2014년 마인츠 05를 떠나 2015년부터 2017년까지 보루시아 도르트문트를 감독하며 도르트문트의 16-17 DFB-포칼 우승에 기여했다.
투헬은 2018년부터 2020년까지 파리 생제르맹의 감독을 맡아 파리의 리그 1 2회 우승과 UEFA 챔피언스리그 준우승에 기여했다. 2021년부터 2022년까지 첼시의 감독을 맡아 첼시의 두 번째 UEFA 챔피언스리그 우승에 기여했고 2021년 FIFA 최고의 축구 감독으로 선정되었다. 2022년 첼시의 감독직에서 해임되었고 2023년 바이에른 뮌헨에 부임해 생애 첫 분데스리가 우승을 차지했다. 2023-24 시즌 이후 바이에른 뮌헨을 떠났고 2024년 10월 16일 잉글랜드 축구 국가대표팀의 감독으로 선임되었다.

## 선수 경력
바이에른 크룸바흐에 태어난 그는 아버지 루돌프(Rudolf)가 지도하는 지역 구단 TSV 크룸바흐에서 활약했다. 투헬은 1988년 FC 아우크스부르크 유스팀으로 이적했지만, 19세에 방출되면서 1군 경기에는 한 번도 출전하지 못했다. 그곳에서 하이너 슈만 감독은 아우크스부르크 재임 기간 동안 투헬에 대해 평가했다. "그는 경기장에 최선을 다했지만 그의 까다로운 성향 때문에 팀 동료들 사이에 친구가 거의 없었다."그는 그 후, 바덴뷔르템베르크주에 연고한 2부리그 팀 슈투트가르터 키커스에 1992년 데뷔하였다.
그는 1992-93 시즌에 8경기만 출장하였고, 그 다음 시즌은 더 실망스럽게 보냈다. 그는 1군에서 방출되었고, 3부리그의 SSV 울름 1846으로 이적하여 4년 간 69경기에 출장하였지만 1998년, 25살의 나이에 무릎 연골 부상으로 인해 선수 생활 은퇴를 발표했다.

## 지도자 경력
투헬은 2000년에 VfB 슈투트가르트의 U-19 팀의 감독을 맡으며 감독직에 손을 대기 시작하였다. 5년 후, 그는 친정 팀 FC 아우크스부르크의 유소년 팀 조직인으로 3년간 일하였다.

### 마인츠 05
그는 2009년 8월 3일에 1부리그로 승격한 1. FSV 마인츠 05의 새 감독으로 부임하였다. 그는 마인츠와 2년 계약을 맺었고, 마인츠 U-19 팀의 감독도 겸임하였다. 2010-11 시즌 초 그의 소속팀은 처음 7경기에서 모두 승리를 쟁취하였는데, 이 중에는 분데스리가 최강 팀 FC 바이에른 뮌헨을 상대한 원정 경기도 포함되어 있었다. 시즌 종료 후, 팀은 분데스리가 5위로 시즌을 마감하였다.
2013-2014 시즌 후 마인츠의 감독직에서 사임하였다.

### 보루시아 도르트문트
2015년 4월 19일, 투헬은 위르겐 클로프의 후임으로 보루시아 도르트문트의 감독으로 선임이 되었다.
2017년 5월 30일, 보루시아 도르트문트에서 떠났다.

### 파리 생제르맹
2018년 5월 14일, 투헬은 2020년까지 우나이 에메리의 후임으로 파리 생제르맹의 감독으로 선임이 되었다.
2020년 12월 29일, 파리 생제르맹에서 떠났다.

### 첼시
2021년 1월 26일, 투헬은 1년 반과 추가로 1년을 연장할 수 있는 옵션을 포함한 계약을 맺고 프랭크 램퍼드의 후임으로 첼시 FC의 감독으로 선임이 되었다. FA컵에서는 레스터 시티에게 밀려 준우승을 기록했지만, 리그 4위를 기록하여 다음 시즌 챔피언스리그 진출권을 확보하였고, 2021년 5월 29일(한국시각 새벽)에 있었던 UEFA 챔피언스리그 결승 경기에서 맨시티를 무너뜨리고, 팀의 통산 2번째 챔피언스리그 우승을 이끌어냈다.
2021년 8월 12일에 있었던 비야레알과의 UEFA 슈퍼컵 경기에서 구단의 2번째이자 23년 만에 슈퍼컵 우승을 이끌어냈다. 21-22시즌 10월 전승과 14골 1실점을 기록하여 EPL 10월의 감독상을 수상하였다.
그리고, 첼시가 FIFA 클럽 월드컵에 참가할 당시 코로나에 확진되어 준결승 경기에는 지휘하지 못했으나, 클럽 월드컵 결승 경기를 앞두고 복귀하여 팀의 클럽 월드컵 첫 번째 우승을 이끌어냈다.

### 바이에른 뮌헨
2023년 3월 24일, 바이에른 뮌헨은 공식 홈페이지를 통해 율리안 나겔스만이 바이에른 뮌헨 감독직에서 경질되었고 후임으로 투헬이 선임되었다고 발표했다. 투헬은 바이에른 뮌헨과 2025년 6월까지 유효한 2년 계약을 체결했다. 투헬은 바이에른 뮌헨 취임 이후 가진 첫 번째 기자회견에서 이번 시즌의 목표는 분데스리가, DFB-포칼, UEFA 챔피언스리그에서 우승하는 것이며 아르노 미헬스, 뢰브 졸트 등 자신의 축구 코칭스태프들 또한 바이에른 뮌헨에 합류할 것이라 언급했다. 감독에 임명된 지 4일 후, 투헬은 첼시 FC에서 감독 생활을 할 당시 세트피스 전술을 담당했던 코치 앤서니 베리를 바이에른 뮌헨으로 영입해달라고 구단에 요청했다.
투헬의 바이에른 뮌헨에서의 첫 번째 공식 경기는 4월 1일에 있었던 전 감독팀 보루시아 도르트문트와의 데어 클라시커였고, 투헬은 데어 클라시커에서 4대 2 승리를 획득하며 바이에른 뮌헨 감독 데뷔전에서 승리했다.
2023년 4월 21일, 바이에른 뮌헨은 투헬의 요청에 따라 앤서니 베리 코치를 첼시에서 영입했다.
2024년 2월 21일, 바이에른 뮌헨은 투헬과 상호합의 하에 2025년 6월 30일까지 유효한 투헬과의 계약을 1년 앞선 2024년 6월 30일에 종료하기로 결정했다고 발표했다.

### 잉글랜드 대표팀
2024년 10월 16일, 잉글랜드 축구 협회는 투헬을 차기 잉글랜드 축구 국가대표팀의 감독으로 선임했으며 그가 2025년 1월부터 감독 업무를 시작할 것이라고 발표했다.

## 개인사
- 어렸을 때 투헬은 보루시아 묀헨글라트바흐의 팬이었으며 그의 첫 축구 우상은 보루시아 묀헨글라트바흐 소속의 한스 긴터 브룬스였다.[17][18]

- 그는 독일의 한 감니지움에 참석하여 PE 배구의 전술 전략을 고안했었으며, 바덴 뷔르템베르크의 대학에서 경영학 학위를 취득했고 학생 시절 슈투트가르트의 바에서 바텐더로 일했었다.[19][20]

- 그는 2009년 아내 시시(Sissi)와 결혼해 슬하에 두 딸을 두고 있다.[19] 2022년 4월 시시와는 여러 이유로 인해 이혼 소송을 제기한 것으로 알려졌다.[21]
- 그는 독일어, 프랑스어, 영어, 이탈리아어를 구사하는 다국어 사용자이다.[17]

- 그는 자신을 "불완전한 채식주의자"라고 묘사하며 최소한의 알코올만 섭취하는 것으로 알려져 있다.[22]

- 투헬은 자신을 범죄 스릴러 소설과 건축 및 디자인에 관한 책의 열렬한 독자라고 밝혔으며 테니스, 록 음악 및 힙합 음악의 팬이기도 하다[19]

## 기록

### 대회

#### 보루시아 도르트문트(2015~2017)
- DFB-포칼 : 2016-17

#### 파리 생제르맹 FC(2018~2020)
- 리그 1 : 2018-19, 2019-20
- 쿠프 드 프랑스 : 2019-20
- 쿠프 드 라 리그 : 2019-20
- 트로페 데 샹피옹 : 2018, 2019

#### 첼시 FC(2021~2022)
- UEFA 챔피언스리그 : 2020-21
- UEFA 슈퍼컵 : 2021
- FIFA 클럽 월드컵 : 2021

#### FC 바이에른 뮌헨(2023~2024)
- 분데스리가 : 2022-23

### 개인
- VDV 올해의 감독 : 2015-16
- 프리미어리그 이 달의 감독 2회
- 독일 축구 올해의 감독 : 2021
- UEFA 올해의 클럽 감독 : 2020-21
- FIFA 올해의 감독 : 2021
- IFFHS 올해의 클럽 감독 : 2021

### 기록
| 구단                 | 선임            | 사임 및 경질     | 기록 | 기록 | 기록 | 기록 | 기록   |
| 구단                 | 선임            | 사임 및 경질     | 전   | 승   | 무   | 패   | 승률 % |
| -------------------- | --------------- | ---------------- | ---- | ---- | ---- | ---- | ------ |
| FC 아우크스부르크 II | 2007년 7월 1일  | 2008년 6월 30일  | 34   | 20   | 8    | 6    | 58.82% |
| 1. FSV 마인츠 05     | 2009년 8월 3일  | 2014년 5월 11일  | 184  | 72   | 46   | 66   | 39.13% |
| 보루시아 도르트문트  | 2015년 6월 29일 | 2017년 5월 30일  | 107  | 67   | 23   | 17   | 62.62% |
| 파리생제르맹 FC      | 2018년 5월 15일 | 2020년 12월 24일 | 127  | 95   | 13   | 19   | 74.80% |
| 첼시                 | 2021년 1월 26일 | 2022년 9월 7일   | 100  | 60   | 24   | 16   | 60.00% |
| 바이에른 뮌헨        | 2023년 3월 24일 | 2024년 5월 18일  | 61   | 37   | 8    | 16   | 60.66% |